# U.S. Men's Clay Court Championships 2024
U.S. Men's Clay Court Championships 2024, oficiálně Fayez Sarofim & Co. U.S. Men's Clay Court Championships 2024, byl tenisový turnaj na mužském profesionálním okruhu ATP Tour hraný v River Oaks Country Clubu. Padesátý čtvrtý ročník Tenisového mistrovství USA mužů na antuce probíhal mezi 1. a 7. dubnem 2024 v texaském Houstonu na antukových dvorcích. 
Turnaj dotovaný 742 350 dolary patřil do kategorie ATP Tour 250. Nejvýše nasazeným singlistou se stal šestnáctý tenista světa Ben Shelton ze Spojených států. Jako poslední přímý účastník do dvouhry nastoupil belgický 122. hráč žebříčku Zizou Bergs . V důsledku invaze Ruska na Ukrajinu na konci února 2022 řídící organizace tenisu ATP, WTA a ITF s grandslamy rozhodly, že ruští a běloruští tenisté mohli dále na okruzích startovat, ale do odvolání nikoli pod vlajkami Ruska a Běloruska.
Druhý singlový titul na okruhu ATP Tour, a první na antuce, vybojoval 21letý Ben Shelton. Po skončení se posunul na nové žebříčkové maximum, 14. místo. S obhájcem trofeje Francesem Tiafoem odehráli první singlové finále dvou Afroameričanů v otevřené éře tenisu. Deblovou trofej obhájili Australané Max Purcell s Jordanem Thompsonem, kteří ovládli čtvrtý společný turnaj. V Houstonu se stali prvním párem od Boba a Mika Bryanových z roku 2011, který obhájil titul. Purcell triumfoval potřetí v řadě.

## Rozdělení bodů a finančních odměn

### Rozdělení bodů
| Soutěž  | Soutěž      | vítězové | finalisté | semifinalisté | čtvrtfinalisté | 16 v kole | 32 v kole | Q  | Q2 | Q1 |
| ------- | ----------- | -------- | --------- | ------------- | -------------- | --------- | --------- | -- | -- | -- |
| dvouhra | [ 1 ] [ 7 ] | 250      | 165       | 100           | 50             | 25        | 0         | 13 | 7  | 0  |
| čtyřhra | [ 8 ]       | 250      | 150       | 90            | 45             | 0         | —         | —  | —  | —  |

### Finanční odměny
| Soutěž                              | Soutěž      | vítězové  | finalisté | semifinalisté | čtvrtfinalisté | 16 v kole | 32 v kole | Q2      | Q1      |
| ----------------------------------- | ----------- | --------- | --------- | ------------- | -------------- | --------- | --------- | ------- | ------- |
| dvouhra                             | [ 1 ] [ 7 ] | 100 635 $ | 58 700 $  | 34 510 $      | 19 995 $       | 11 610 $  | 7 095 $   | 3 550 $ | 1 935 $ |
| čtyřhra                             | [ 8 ]       | 34 960 $  | 18 710 $  | 10 970 $      | 6 130 $        | 3 610 $   | —         | —       | —       |
| částka ve čtyřhře je uvedena na pár |             |           |           |               |                |           |           |         |         |

## Mužská dvouhra

### Nasazení
| Stát                           | Hráč                    | ATP | Nasazení |
| ------------------------------ | ----------------------- | --- | -------- |
| USA                            | Ben Shelton             | 17. | 1.       |
| Argentina                      | Francisco Cerúndolo     | 21. | 2.       |
| USA                            | Frances Tiafoe          | 22. | 3.       |
| Argentina                      | Tomás Martín Etcheverry | 30. | 4.       |
| USA                            | Christopher Eubanks     | 32. | 5.       |
| Austrálie                      | Jordan Thompson         | 34. | 6.       |
| USA                            | Marcos Giron            | 51. | 7.       |
| Austrálie                      | Max Purcell             | 68. | 8.       |
| Žebříček ATP k 18. březnu 2024 |                         |     |          |

### Jiné formy účasti
Následující hráči obdrželi divokou kartu do hlavní soutěže:
- Denis Kudla
- Michael Mmoh
- Denis Shapovalov

Následující hráči postoupili z kvalifikace:
- Gijs Brouwer
- Patrick Kypson
- Alexander Ritschard
- Wu I-ping

### Odhlášení
před zahájením turnaje
- Taró Daniel → nahradil jej  James Duckworth
- Yannick Hanfmann → nahradil jej  Thanasi Kokkinakis
- Mackenzie McDonald → nahradil jej  J. J. Wolf
- Kei Nišikori → nahradil jej  Duje Ajduković
- Tommy Paul → nahradil jej  Brandon Nakashima

## Mužská čtyřhra

### Nasazení
| Stát                                                                      | Hráč              | Stát      | Hráč            | ATP | Nasazení |
| ------------------------------------------------------------------------- | ----------------- | --------- | --------------- | --- | -------- |
| USA                                                                       | Austin Krajicek   | USA       | Rajeev Ram      | 8.  | 1.       |
| USA                                                                       | Nathaniel Lammons | USA       | Jackson Withrow | 44. | 2.       |
| Spojené království                                                        | Julian Cash       | USA       | Robert Galloway | 89. | 3.       |
| Austrálie                                                                 | Max Purcell       | Austrálie | Jordan Thompson | 91. | 4.       |
| Žebříček ATP k 18. březnu 2024; číslo je součtem umístění obou členů páru |                   |           |                 |     |          |

### Jiné formy účasti
Následující páry obdržely divokou kartu do hlavní soutěže:
- Andrés Andrade /  Ben Shelton
- Michael Mmoh /  Frances Tiafoe

### Odhlášení
před zahájením turnaje
- Santiago González /  Neal Skupski → nahradili je  Ardžun Kadhe /  Džívan Nedunčežijan

## Přehled finále

### Mužská dvouhra
- Ben Shelton vs.  Frances Tiafoe, 7–5, 4–6, 6–3

### Mužská čtyřhra
- Max Purcell /   Jordan Thompson vs.  William Blumberg /  John Peers, 7–5, 6–1